# Mariene ecoregio Weddellzee
De Mariene ecoregio Weddellzee (227) (Engels: Weddell Sea marine ecoregion) is een biogeografische regio en ligt in de Zuidelijke Oceaan in de Mariene provincie Continentaal Hoog Antarctica (61) in het Marien rijk Zuidelijke Oceaan. De mariene ecoregio is vastgesteld door het World Wide Fund for Nature en The Nature Conservancy en is vernoemd naar de Weddellzee.
In het noordoosten grenst het gebied aan de mariene ecoregio Oost-Antarctisch Koningin Maudland (226) en in het noordwesten aan de mariene ecoregio Antarctisch Schiereiland (223).

## Geografie
De mariene ecoregio ligt in de Zuidelijke Oceaan voor de kust van Antarctica tussen het Antarctisch Schiereiland en Koningin Maudland, inclusief de oostkust van het Schiereiland, in de overgang van Oost-Antarctica naar West-Antarctica. Het gebied ligt in de Weddellzee en strekt zich uit van Robertson Island aan de oostkust van het Antarctisch Schiereiland, via de kust van Coats Land, tot nabij de kust bij het Neumayer-Station III. Het omvat onder andere de wateren rond Berknereiland.
Door het gebied stroomt de Weddellgyre.

## Biogeografie
Het gebied kent zeeleven dat houdt van arctische temperaturen.